# 21. august
21. august er dag 233 i året i den gregorianske kalender (dag 234 i skudår). Der er 132 dage tilbage af året.
Dagens navn er Salomon, opkaldt efter kong Salomon, Israels konge omkring 965-926 før Kr. Ifølge beretningerne fra Kongernes Bog i Bibelen (kapitel 1-11) var han søn af David.
Det er Brandfolkenes dag indstiftet af Brandfolkenes Cancerforening som mindedag for de brandfolk, der døde under udøvelse af deres erhverv, men også de brandmænd, der døde af cancer som følgesygdom af deres tjeneste.
Dagen er en af de uheldige i Tycho Brahes kalender.

### Begivenheder
Født - Dødsfald
- 1192 - Minamoto no Yoritomo udnævnes til den første Shogun (de facto hersker af Japan) af Japans guddommelige kejser.
- 1560 - Under en mindre solformørkelse bliver den da 14-årige Tycho Brahe så begejstret for den præcision, hvormed den er forudsagt, at han bestemmer sig for at undersøge sådanne astronomiske fænomener yderligere.
- 1772 - Gustav 3. fuldender sin overtagelse af magten i Sverige, der i et halvt århundrede i praksis havde ligget hos Riksdagen.
- 1810 - Jean Baptiste Bernadotte, Marskal af Frankrig, vælges til kronprins af Sverige af den svenske Ståndsriksdagen.
- 1842 - Byen Hobart på Tasmanien grundlægges.
- 1888 - Amerikaneren William Seward Burroughs udtager patent på den første regnemaskine.
- 1911 - Mona Lisa stjæles fra Louvre af en ansat på museet. Det kommer først på plads i 1913.
- 1942 - Slaget om Stalingrad begynder.
- 1942 - Et Nazi flag hejses på toppen af bjerget Elbrus.
- 1959 - Hawaii bliver USA's 50. stat.
- 1968 - Sovjetisk-dominerede Warszawapagt tropper invaderer Tjekkoslovakiet og knuser et oprør kendt som Foråret i Prag.
- 1976 - Syd for Anholt lokaliserer den jyske dykker Aage Jensen ("Dykker-Aage") vraget af den tyske ubåd U-534, som blev sænket af engelske bombefly 5. maj 1945.
- 1978 - Gasolin' giver sin sidste koncert, der finder sted i Malmø.
- 1991 - Massedemonstrationer i Moskva får kuppet mod Gorbatjov til at bryde sammen, men Boris Jeltsin gør sig klar til at overtage magten.
- 1991 - Letland erklærer sig selvstændig under de sidste timer af det fejlslagne kup i Moskva.
- 1993 - NASA mister forbindelsen med rumfartøjet Mars Observer.
- 1998 - Færgerederiet Scandlines stiftes ved sammenlægning af danske Scandlines A/S og tyske DFO.
- 2000 - Norske dykkere kommer ned til forliste russiske atom-ubåd Kursk, der er forulykket efter en eksplosion ni dage tidligere. Da dykkerne trænger ind i ubåden viser der sig som frygtet, at alle 118 ombordværende er døde.
- 2001 - NATO beslutter sig for at sende fredsbevarende styrker til den tidligere jugoslaviske republik Makedonien.
- 2012 - Counter Strike: Global Offensive udkommer til Microsoft Windows og OS X på Steam.
- 2017 - En total solformørkelse kan ses i en række stater i USA.

### Født
- 1165 - Filip 2. August, fransk konge (død 1223).
- 1749 - Thomas Thaarup, dansk digter (død 1821).
- 1756 - Michael Gottlieb Birckner, dansk præst, forfatter og trykkefrihedsforkæmper (død 1798).
- 1765 - Vilhelm 4., britisk konge (død 1837).
- 1789 - Augustin Louis Cauchy, fransk matematiker (død 1857).
- 1805 - August Bournonville, dansk danser, koreograf og balletmester (død 1879).
- 1839 - Otto Bache, dansk portræt- og historiemaler (død 1927).
- 1904 - Count Basie, amerikansk pianist og orkesterleder (død 1984).
- 1906 - Fritz Freleng, amerikansk tegnefilmskaber (død 1995).
- 1914 - Karl Krøyer, dansk opfinder og fabrikant (død 1995).
- 1915 - Raquel Rastenni, dansk sanger (død 1998).
- 1933 - Janet Baker, engelsk operasanger.
- 1933 - Erik Paaske, dansk sanger og skuespiller (død 1992).
- 1935 - Jørgen Ulrich, dansk jurist, underdirektør og tennisspiller (død 2010).
- 1938 - Kenny Rogers, amerikansk countrysanger og skuespiller  (død 2020).
- 1944 - Peter Weir, australsk filminstruktør.
- 1951 - Rasmus Lyberth, grønlandsk musiker, sangskriver og skuespiller.
- 1958 - Jan Glæsel, dansk kapelmester og trompetist.
- 1958 - Tina Holmer, dansk skuespillerinde.
- 1968 - Lene Siel, dansk sangerinde.
- 1970 - Erik Dekker, hollandsk cykelrytter.
- 1972 - Ronnie Ekelund, dansk fodboldspiller.
- 1986 - Usain Bolt, jamaicansk sprinter (atletik).
- 1986 - Dan Hemmje, dansk skuespiller.
- 1989 - Hayden Panettiere, amerikansk skuespillerinde.
- 1989 - Robert Knox,  britisk skuespiller (død 2008) (knivdræbt).
- 1991 - Amalie Szigethy, dansk kendis kendt fra Paradise Hotel.

### Dødsfald
- 1813 - Sofia Magdalena, danskfødt svensk dronning (født 1746).
- 1940 - Lev Trotskij, russisk revolutionær (født 1879) - myrdet.
- 1943 - Henrik Pontoppidan, dansk forfatter (født 1857).
- 1947 - Ettore Bugatti, italiensk bildesigner (født 1881).
- 1948 - Ole Falkentorp, dansk arkitekt (født 1886).
- 1983 - Benigno Aquino, filippinsk oppositionsleder (født 1932) - myrdet.
- 1995 - Subrahmanyan Chandrasekhar, indisk-amerikansk fysiker og modtager af Nobelprisen i fysik (født 1910).
- 1995   - Guri Richter, dansk skuespillerinde (født 1917).
- 2000 - Nina Kalckar, dansk skuespillerinde (født 1907).
- 2005 - Robert Moog, amerikansk musikpioner og opfinder (født 1934).
- 2009 - Ulla Hodell, svensk skuespillerinde (født 1925).

|  | Denne datoartikel kan blive bedre, hvis der indsættes et (bedre) billede Du kan hjælpe ved at afsøge Wikimedia Commons for et passende billede eller uploade et godt billede til Wikimedia Commons iht. de tilladte licenser og indsætte det i artiklen. |